# Gambyok
Gambyok is een bestuurslaag in het regentschap Kediri van de provincie Oost-Java, Indonesië. Gambyok telt 3919 inwoners (volkstelling 2010).